# Championnat de France de hockey sur glace 1990-1991
Saison précédente Saison suivante
La saison 1990-1991 est la 70e saison du championnat de France de hockey sur glace élite qui reçoit, cette saison, la nouvelle appellation de Ligue Nationale.

## Ligue Nationale

### Équipes engagées
| Amiens Bordeaux Briançon Grenoble Paris Reims Rouen Tours |

Les huit équipes engagées sont les suivantes :
- Écureuils d'Amiens
- Girondins de Bordeaux
- Diables Rouges de Briançon
- Français Volants de Paris
- Brûleurs de loups de Grenoble
- Flammes Bleues de Reims
- Dragons de Rouen
- Mammouths de Tours

### Formule de la saison
Les huit équipes se rencontrent dans une série de matchs en double aller-retour. Elles se rencontrent ensuite en série éliminatoire se disputant au meilleur des 5 matchs (sauf la finale qui se dispute en 2 matchs)

### Résultats

#### Saison régulière
|     | Équipe                        | Pts | MJ | V  | D  | BP  | BC  | Diff |
| --- | ----------------------------- | --- | -- | -- | -- | --- | --- | ---- |
| 1er | Dragons de Rouen              | 48  | 28 | 24 | 4  | 169 | 85  | +84  |
| 2e  | Diables Rouges de Briançon    | 40  | 28 | 20 | 8  | 138 | 92  | +46  |
| 3e  | Brûleurs de loups de Grenoble | 34  | 28 | 17 | 11 | 127 | 93  | +34  |
| 4e  | Girondins de Bordeaux         | 34  | 28 | 17 | 11 | 154 | 118 | +36  |
| 5e  | Flammes Bleues de Reims       | 28  | 28 | 14 | 14 | 111 | 122 | -11  |
| 6e  | Écureuils d'Amiens            | 22  | 28 | 11 | 17 | 92  | 110 | -18  |
| 7e  | Mammouths de Tours            | 12  | 28 | 6  | 22 | 106 | 210 | -104 |
| 8e  | Français Volants de Paris     | 6   | 28 | 3  | 25 | 90  | 157 | -67  |

#### Séries éliminatoires
|  | Quarts de finale              | Quarts de finale              |                            |   | Demi-finales                  | Demi-finales                  |  |  | Finale            | Finale            |
|  | Quarts de finale              | Quarts de finale              |                            |   | Demi-finales                  | Demi-finales                  |  |  | Finale            | Finale            |
|  |                               |                               |                            |   |                               |                               |  |  |                   |                   |
|  | 13, 16, 18 et 20 avril 1991   | 13, 16, 18 et 20 avril 1991   |                            |   | 27, 30 avril, 2 et 4 mai 1991 | 27, 30 avril, 2 et 4 mai 1991 |  |  | 14 et 16 mai 1991 | 14 et 16 mai 1991 |
|  | 13, 16, 18 et 20 avril 1991   | 13, 16, 18 et 20 avril 1991   |                            |   | 27, 30 avril, 2 et 4 mai 1991 | 27, 30 avril, 2 et 4 mai 1991 |  |  | 14 et 16 mai 1991 | 14 et 16 mai 1991 |
|  | Dragons de Rouen              | 3                             |                            |   | 27, 30 avril, 2 et 4 mai 1991 | 27, 30 avril, 2 et 4 mai 1991 |  |  | 14 et 16 mai 1991 | 14 et 16 mai 1991 |
|  | Dragons de Rouen              | 3                             |                            |   | 27, 30 avril, 2 et 4 mai 1991 | 27, 30 avril, 2 et 4 mai 1991 |  |  | 14 et 16 mai 1991 | 14 et 16 mai 1991 |
|  | Français Volants de Paris     | 1                             |                            |   | 27, 30 avril, 2 et 4 mai 1991 | 27, 30 avril, 2 et 4 mai 1991 |  |  | 14 et 16 mai 1991 | 14 et 16 mai 1991 |
|  | Français Volants de Paris     | 1                             | Dragons de Rouen           | 3 |                               |                               |  |  | 14 et 16 mai 1991 | 14 et 16 mai 1991 |
|  |                               |                               | Dragons de Rouen           | 3 |                               |                               |  |  | 14 et 16 mai 1991 | 14 et 16 mai 1991 |
|  |                               | Girondins de Bordeaux         | 0                          |   |                               |                               |  |  | 14 et 16 mai 1991 | 14 et 16 mai 1991 |
|  | Girondins de Bordeaux         | Girondins de Bordeaux         | 0                          | 3 |                               |                               |  |  | 14 et 16 mai 1991 | 14 et 16 mai 1991 |
|  | Girondins de Bordeaux         |                               |                            | 3 |                               |                               |  |  | 14 et 16 mai 1991 | 14 et 16 mai 1991 |
|  | Flammes Bleues de Reims       | 0                             |                            |   |                               |                               |  |  | 14 et 16 mai 1991 | 14 et 16 mai 1991 |
|  | Flammes Bleues de Reims       | 0                             | Dragons de Rouen           | 0 |                               |                               |  |  |                   |                   |
|  |                               |                               | Dragons de Rouen           | 0 |                               |                               |  |  |                   |                   |
|  |                               | Brûleurs de loups de Grenoble | 1                          |   |                               |                               |  |  |                   |                   |
|  | Diables Rouges de Briançon    | Brûleurs de loups de Grenoble | 1                          | 3 |                               |                               |  |  |                   |                   |
|  | Diables Rouges de Briançon    | 27, 30 avril, 2 et 4 mai 1991 |                            | 3 |                               |                               |  |  |                   |                   |
|  | Mammouths de Tours            | 0                             |                            |   |                               |                               |  |  |                   |                   |
|  | Mammouths de Tours            | 0                             | Diables Rouges de Briançon | 1 |                               |                               |  |  |                   |                   |
|  |                               |                               | Diables Rouges de Briançon | 1 |                               |                               |  |  |                   |                   |
|  |                               | Brûleurs de loups de Grenoble | 3                          |   |                               |                               |  |  |                   |                   |
|  | Brûleurs de loups de Grenoble | Brûleurs de loups de Grenoble | 3                          | 3 |                               |                               |  |  |                   |                   |
|  | Brûleurs de loups de Grenoble |                               |                            | 3 |                               |                               |  |  |                   |                   |
|  | Écureuils d'Amiens            | 1                             |                            |   |                               |                               |  |  |                   |                   |
|  | Écureuils d'Amiens            | 1                             |                            |   |                               |                               |  |  |                   |                   |

### Bilan
Les Brûleurs de loups de Grenoble remportent leur 3e titre de champion de France aux dépens du champion sortant, Rouen.

#### Effectif champion
| Vainqueurs de la Ligue Nationale Brûleurs de loups de Grenoble | Gardiens de but : Jean-Marc Djian, Yaël Cravero Défenseurs : Jean-Philippe Lemoine (A), Gérald Guennelon, Stephen Harrison, Bernard Séguy, Nicolas Carry, Allan Chauvin, Maxence Fontanel Attaquants : Christian Pouget (C), Karel Svoboda (cs), Philippe Bozon (A), Yves Crettenand, Christophe Ville, Stéphane Barin, Eric Lebey, Fabrice Texier, Christian Bozon, Jean-Luc Chapuis, Stéphane Arcangeloni, Jérôme Boudon, Antoine Huet Entraîneur : Bohuslav Ebermann |

### Trophées
- Trophée Albert-Hassler : Christophe Ville (Grenoble)
- Trophée Charles-Ramsay : Franck Pajonkowski (Rouen)
- Trophée Jean-Ferrand : Corrado Micalef (Briançon)
- Trophée Jean-Pierre-Graff : Mickaël Babin (Rouen)
- Trophée Raymond-Dewas : Patrick Foliot (Amiens) et Claude Verret (Rouen)
- Trophée Marcel-Claret : Écureuils d'Amiens

## Division 3

### Classement de la Première Phase

#### Zone Nord
1. CPM Croix
2. etc.

#### Zone Île-de-France
1. Pumas de Fontenay
2. HC Yerres

#### Zone Normandie
1. Léopards de Caen II
2. etc.

### Zone Est
1. Lions de Belfort
2. Scorpions de Mulhouse

#### Zone Bretagne - Pays-de-la-Loire
1. Dogs de Cholet
2. Cormorans de Rennes
3. Aigles de La Roche-sur-Yon

#### Zone Alpes
1. Lynx de Valence
2. Courchevel[2]
3. Rapaces de Gap II
4. Sangliers Arvernes de Clermont II
5. Aigles de Nice II
6. Val Vanoise II
7. Val Vanoise III
8. Boucaniers de Toulon II
9. Ours de Villard-de-Lans II
10. Chevaliers du Lac d'Annecy II
11. Renards de Roanne

#### Zone Sud-Ouest
1. Taureaux de Feu de Limoges
2. Orques d'Anglet II

#### Zone Languedoc-Roussillon
1. Wild Horses de Nîmes
2. Bélougas de Toulouse
3. Aigles des Pyrénées de Font-Romeu
4. Wild Horses de Nîmes II
5. Perpignan
6. Vipers de Montpellier

### Classement de la Seconde Phase

#### Zone Nord
1. Léopards de Caen II
2. Pumas de Fontenay
3. Dogs de Cholet
4. HC Yerres
5. Lions de Belfort
6. CPM Croix

#### Zone Sud
1. Bélougas de Toulouse
2. Wild Horses de Nîmes
3. Lynx de Valence
4. Taureaux de Feu de Limoges
5. Orques d'Anglet II
6. Rapaces de Gap II

### Carré Final
1. Wild Horses de Nîmes
2. Bélougas de Toulouse
3. Léopards de Caen II
4. Pumas de Fontenay

Les Wild Horses de Nîmes  sont Champions de France de Division 3 et sont promus en Division 2 tout comme les Bélougas de Toulouse.